# Niederseiffenbach
Niederseiffenbach ist ein Ortsteil der sächsischen Gemeinde Heidersdorf im Erzgebirgskreis. Die ursprüngliche Gemeinde Niederseiffenbach wurde 1939 aufgelöst. Dabei wurde der eigentliche Ort Niederseiffenbach mit Lässigherd nach Heidersdorf umgegliedert, Wettinhöhe und Seiffen-Grund nach Seiffen, und Hirschberg mit Niederlochmühle nach Oberneuschönberg (heute zu Olbernhau gehörig).

## Geographie

### Geographische Lage und Verkehr

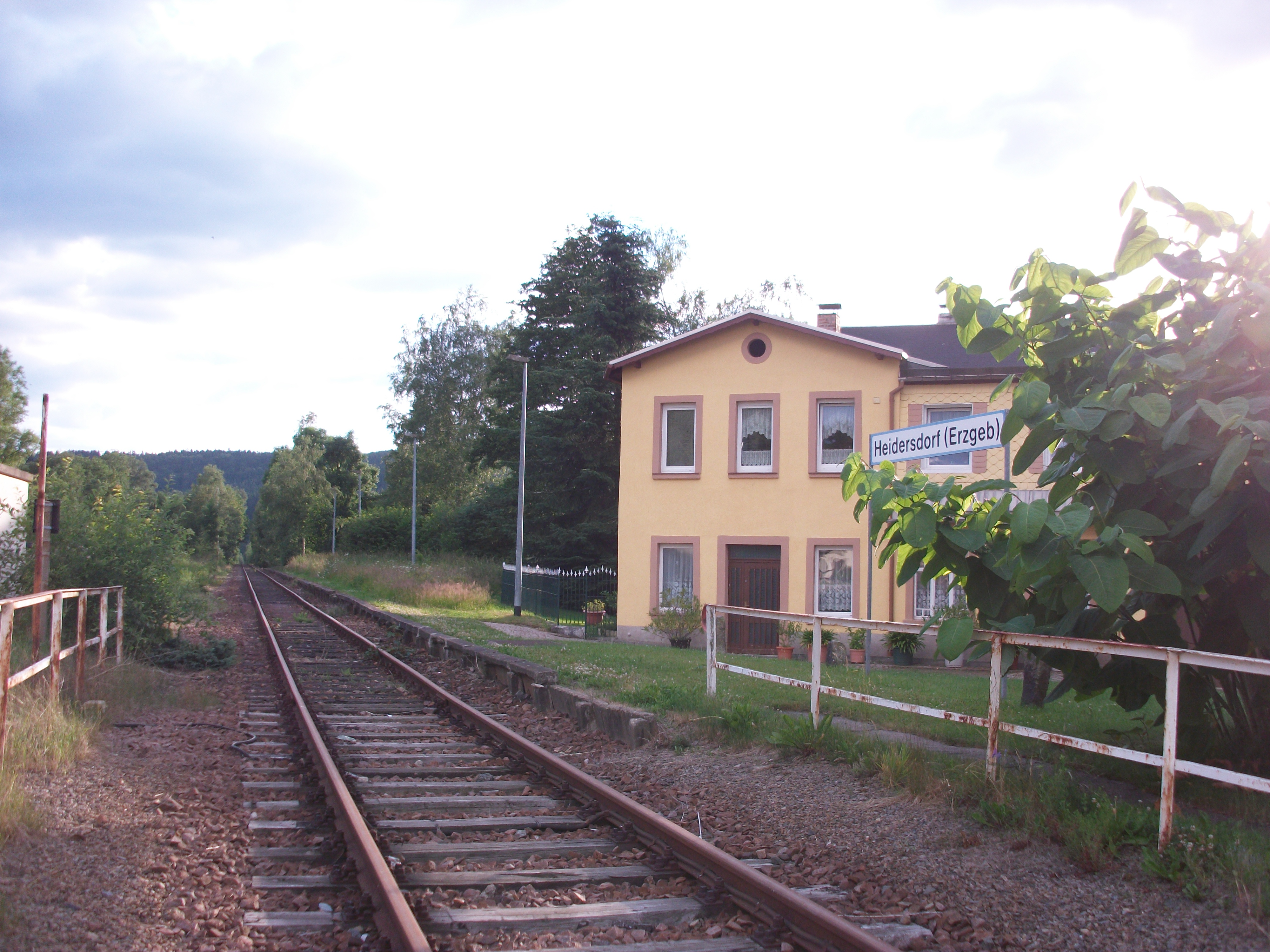
Haltepunkt Heidersdorf (Erzgeb.) in Niederseiffenbach (2018)

Die Streusiedlung Niederseiffenbach liegt etwa 6 Kilometer östlich von Olbernhau im Erzgebirge. Die Ansiedlung liegt beiderseits der Flöha und im Unterlauf eines ihr von Südosten zufließenden Baches. Südlich grenzt der Hirschberger Wald an die Flur.
Durch den Ort führt die Staatsstraße 211 nach Bienenmühle, welche im Südwesten zwischen Hirschberg und Oberneuschönberg von der S 214 Olbernhau–Deutscheinsiedel abzweigt. In Niederseiffenbach zweigt von ersterer die S 212 nach Sayda ab.
Mit der Eröffnung der Bahnstrecke Pockau-Lengefeld–Neuhausen (Flöhatalbahn) wurde am 1. Oktober 1895 die Haltestelle Niederseiffenbach eröffnet. Der mit der Eingemeindung nach Heidersdorf im Jahr 1939 in Heidersdorf (Erzgeb) umbenannte Haltepunkt wurde bis zum 9. Juni 2001 im Personennahverkehr bedient. Der Streckenabschnitt zwischen Olbernhau-Grünthal und Neuhausen/Erzgeb., auf dem auch der Haltepunkt Heidersdorf (Erzgeb) liegt, wurde im Dezember 2023 stillgelegt.

### Nachbarorte
| Heidersdorf |                                             | Dittersbach     |
|             | Kompassrose, die auf Nachbargemeinden zeigt | Steinhübel      |
| Hirschberg  |                                             | Seiffen/Erzgeb. |

## Geschichte

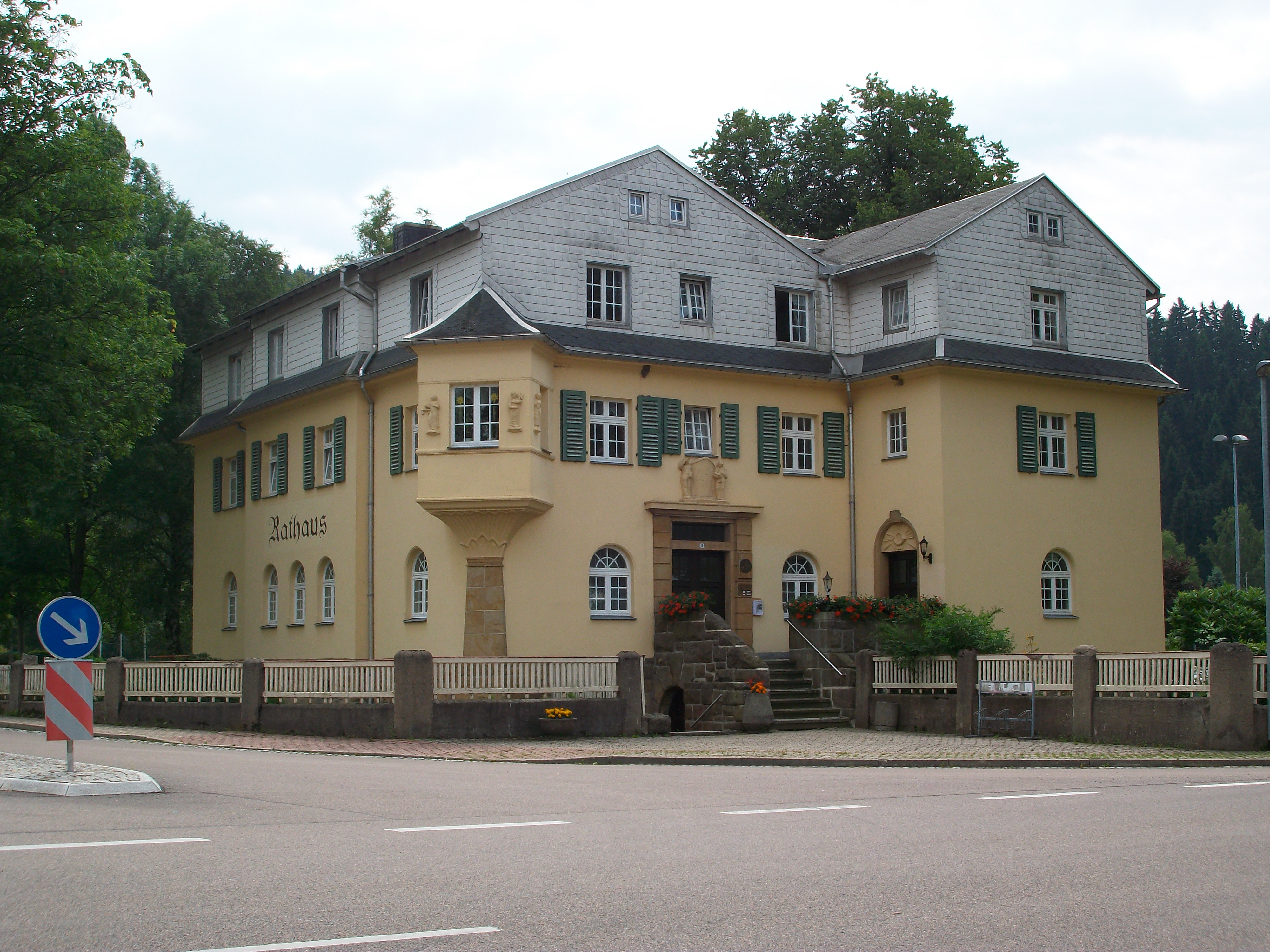
Rathaus Heidersdorf im Ortsteil Niederseiffenbach

1593 wird der erste Häuslebesitzer von der Niederen Seifenbach genannt. 1633 werden weitere Ansiedler am Hasenbüschel erwähnt. Im Jahre 1647 wird durch zwei Siedler aus Seiffen Seiffenbach gegründet. Am 25. Juni 1667 wird mit der Gründungsurkunde für Nieder- und Oberseiffenbach der Ort als Niederseyffenbach erstmals urkundlich erwähnt. Kirchlich gehörte der Ort zur Parochie Neuhausen, ab 1815 zur neu gebildeten Parochie Seiffen.
Getrennt durch den Dorfbach bestand der Ort aus einem kurfürstlichen, später königlichen, und einem herrschaftlich Purschensteiner Teil. 1703 wurde der Ort eigenständige Gemeinde.
August Schumann beschreibt 1820 im Staatslexikon von Sachsen Nieder- und Oberseiffenbach gemeinsam. Die Erwerbszweige betreffend nennt er u. a.: 
„Die Nahrungszweige der Einwohner sind [...] die Holzdrechselei (besonders von nutzbaren Geräthschaften, Spillen, Wagengestellen u. s. w.) und die Schwammbereitung [...] nebst der Waldarbeit, Klöppelei und Flachsspinnerei. Einige der hiesigen Drechsler haben ihre Drehbank an’s Wasser gerichtet.“
1840 wurde eine Schule errichtet, 1892 wurde diese durch einen Neubau abgelöst. Ebenfalls 1892 wurde eine Parentationshalle eingeweiht. Bereits 1920 und 1927 entstanden Tankstellen im Ort.  
Am 1. Oktober 1895 erhielt der Ort mit der gleichnamigen Station Eisenbahnanschluss an der Flöhatalbahn, am 15. Mai 1939 wurde die Bezeichnung in „Heidersdorf (Erzgeb)“ geändert. Am 10. Juni 2001 wurde der Personenverkehr auf dem Abschnitt Olbernhau-Grünthal–Neuhausen eingestellt.
Am 1. April 1939 wurde die Gemeinde Niederseiffenbach aufgelöst. Niederseiffenbach mit Lässigherd wurde nach Heidersdorf umgegliedert, Wettinhöhe und Seiffen-Grund nach Seiffen, und Hirschberg mit Niederlochmühle nach Oberneuschönberg.

### Entwicklung der Einwohnerzahl
| Jahr | Einwohnerzahl |
| ---- | ------------- |
| 1748 | 14 Häusler    |
| 1834 | 412           |
| 1871 | 563           |

| Jahr | Einwohnerzahl |
| ---- | ------------- |
| 1890 | 508           |
| 1910 | 784           |
| 1925 | 808           |